# Mariano Matamoros
Mariano Matamoros y Guridi (Cidade do México, 14 de agosto de 1770 - Morelia, 3 de fevereiro de 1814) foi um padre liberal do México, que participou na Guerra da Independência do México.

## Biografia

### Primeiros anos
Mariano era filho de José Matamoros e de Mariana Guridi, ele passou sua infância em Ixtacuixtla, estado de Tlaxcala. Na Cidade do México, graduou-se bacharel em artes em 1786 e bacharel em teologia em 1789. Foi ordenado sacerdote em 1796, e celebrou sua primeira missa na paróquia de Santa Ana. Ele foi então transferido para outras paróquias, como o Sagrario Metropolitano, Querétaro e Jantetelco, onde começou a exercer o seu ministério a partir de 1808.

### A Independência e Revolução
Nessa época, começou a simpatizar com as ideias liberais dos criollos, e por isso foi denunciado às autoridades espanholas, pouco antes de a guerra começar. Conseguiu escapar para se juntar às fileiras de José María Morelos y Pavón em Izúcar, em 16 de dezembro de 1811, na véspera da Batalha de Izúcar.
Morelos o nomeou coronel do seu estado-maior e encarregou-o da formação de seu próprio corpo militar. Com os moradores de Jantetelco e áreas adjacentes, Matamoros conseguiu formar dois regimentos de cavalaria, dois batalhões de infantaria e um corpo de artilharia, totalizando dois mil homens.
As suas primeiras ações na guerra com um comando independente, foram em Tecualoya e Tenancingo. Acompanhou Morelos no cerco de Cuautla de 9 de fevereiro a 2 de maio de 1812. Certa noite, em abril, Matamoros rompeu o cerco e conseguiu encontrar-se com Miguel Bravo Ocuituco, para retornar com víveres para Cuautla, mas foram emboscados e derrotados em Tlacalque devido a uma delação.
Depois de as tropas rebeldes romperem o cerco, juntou-se a Morelos em Chiautla, e depois voltou para Izúcar, onde foi assistido por Manuel Mier y Terán, para reorganizar suas tropas. Já como tenente-general, participou na tomada de Oaxaca em 25 de novembro de 1812. Em 19 de janeiro de 1813 derrotou o realista Manuel Lambrini em Tonalá.
Em San Juan Coscomatepec auxiliou Nicolás Bravo, e em 16 de agosto derrotou o batalhão das Asturias, em San Agustin del Palmar, comandado por Juan Manuel Martinez y Candana. Morelos reconheceu a capacidade de Matamoros para a guerra, e promoveu-o a lugar-tenente geral, a sua verdadeira mão direita, como lhe chamou.
Em 23 de dezembro do 1813, Matamoros participou numa tentativa de tomar Valladolid, que se revelou um desastre para o exército insurgente, porque as tropas de Hermenegildo Galeana e Nicolás Bravo foram repelidas em várias ocasiões. Naquela noite, os rebeldes retiraram-se para Lomas de Santa Maria, na periferia da cidade, onde as tropas de Agustín de Iturbide e Ciriaco Llano de infantaria atravessaram a infantaria insurgente, e depois de causarem um verdadeiro um desastre, deixaram o campo, deixando os insurgentes que confundidos pelas sombras da noite, lutavam entre si.

### Captura e morte

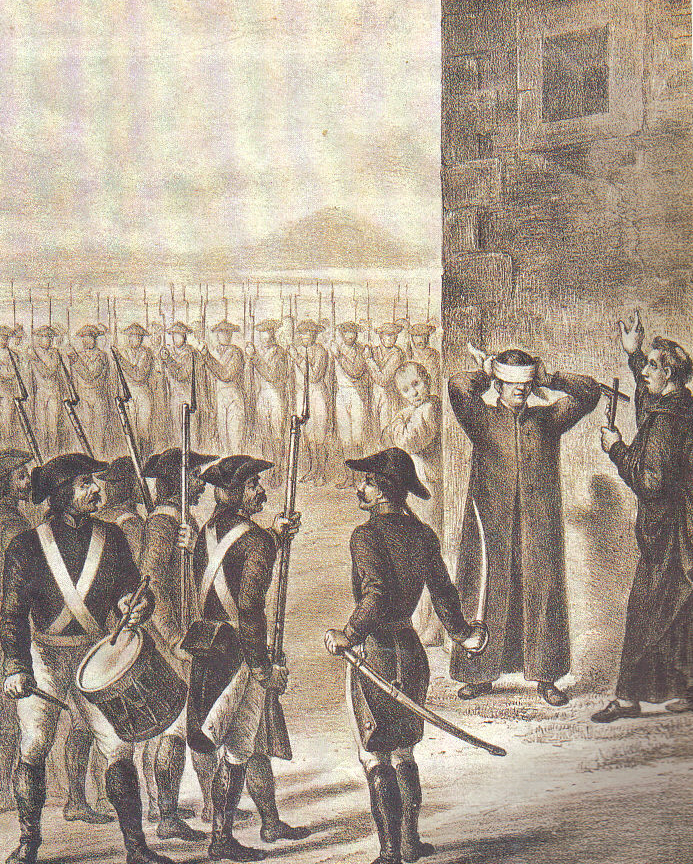
Fuzilamento de Matamoros em Valladolid (Morelia), em 3 de fevereiro de 1814.

Morelos ordenou a Matamoros que se deslocara com o resto do exército insurgente para a fazenda Puruarán, perto de Valladolid, em 5 de janeiro de 1814, o que resultou noutro desastre, pois, após a derrota, mais uma vez com forças de Iturbide, Matamoros tentou fugir cruzando um vau sobreo rio que atravessa a propriedade de Puruarán.
Ele foi capturado por um soldado dragão do batalhão de Infantaria de Fronteira, chamado Eusébio Rodriguez Frontera, o qual recebeu um prêmio de duzentos dólares do governo colonial, e uma promoção a tenente por tão importante captura.
Foi levado prisioneiro para a prisão clerical da Inquisição em Valladolid (atual cidade de Morelia), Morelos ofereceu a partir da cidade de Coyuca, ao vice-rei Felix María Calleja del Rey, por intermédio de um soldado espanhol a quem libertou, as vidas de duas centenas de prisioneiros espanhóis, em troca da liberdade de Matamoros, mas nem assim pode recuperá-lo.
Foi entregue às autoridades civis e considerado culpado de "traição" a Fernando VII. Foi executado no Portal do Ecce Homo (agora Portal de Matamoros em Morelia), em 3 de fevereiro de 1814, enquanto os sinos da Catedral tocavam agonias, toque lúgubre que foi secundado por todas as igrejas da cidade. Foram necessárias duas salvas de tiros do pelotão para acabar com a sua vida.
Em 16 de setembro de 1823, Matamoros foi homenageado como um Benemérito da Pátria. Os seus restos mortais foram trasladados para a Catedral Metropolitana da Cidade do México nesse mesmo ano, ali permanecendo até 1925, ano em que foram colocados no mausoléu da Coluna da Independência na Cidade do México.